# Riedenberg (Bawaria)
Riedenberg – miejscowość i gmina w Niemczech, w kraju związkowym Bawaria, w rejencji Dolna Frankonia, w regionie Main-Rhön, w powiecie Bad Kissingen, wchodzi w skład wspólnoty administracyjnej Bad Brückenau. Leży w Rhön, około 20 km na północny zachód od Bad Kissingen, nad rzeką Sinn, przy autostradzie A7 i linii kolejowej Wildflecken – Gemünden am Main). 1 stycznia 2024 do gminy przyłączono 1,90 km² pochodzące z rozwiązanego obszaru wolnego administracyjnie Großer Auersberg.

## Dzielnice
W skład gminy wchodzą dwie dzielnice: Oberriedenberg i Unterriedenberg.

## Demografia
| Rok  | Liczba mieszk. |
| ---- | -------------- |
| 1970 | 1.015          |
| 1987 | 1.072          |
| 2000 | 1.132          |
| 2005 | 1.110          |

## Oświata
(na 1999)

W gminie znajduje się 50 miejsc przedszkolnych (z 41 dziećmi) oraz szkoła podstawowa (6 nauczycieli, 123 uczniów).